# Zygophyllum macropterum
Zygophyllum macropterum är en pockenholtsväxtart som beskrevs av Carl Anton von Meyer. Zygophyllum macropterum ingår i släktet Zygophyllum och familjen pockenholtsväxter. Inga underarter finns listade i Catalogue of Life.